# Święta wojna
Święta wojna (en français : La Guerre sainte) est une série polonaise produite à 1999 à 2008 et première sur TVP 2 à 2000 - 2009[pas clair]. La série compte 322 épisodes en 10 saisons.  
Des nouveaux épisodes en production sont annoncés en juin 2019 ; leur diffusion est prévue pour l'automne 2020.

## Synopsis
La série se déroule à Katowice, Silésie. Bercik est le personnage principal. Il n'a pas les idées le plus intelligentes, mais il fait toujours rire tous les spectateurs de la série. Zbyszek l'aide dans ses idées tandis qu'Andzia, la femme de Bercik, est plutôt sceptique.[style à revoir]

## Acteurs
| Acteur              | Rôle                |
| ------------------- | ------------------- |
| Krzysztof Hanke     | Bercik Dworniok     |
| Joanna Bartel       | Andzia Dworniok     |
| Zbigniew Buczkowski | Zbyszek Pyciakowski |
| Bogdan Kalus        | Gerard Nowak        |
| Grzegorz Stasiak    | Alojz               |
| Andrzej Mrozek      | Kipuś               |
| Józef Polok         | Ernest Kowolik      |
| Paweł Polok         | Johnny              |
| Krzysztof Respondek | Ewald               |
| Gertruda Szalszówna | Karlikowa           |
| Ryszard Opyda       | Karlik              |
| Jan Jakub Skupiński | Hubert              |

## Saisons
| Saison | Épisodes     | Année de production |
| ------ | ------------ | ------------------- |
| 1      | 1–8 (8)      | 1999                |
| 2      | 9–46 (38)    | 2000                |
| 3      | 47–87 (41)   | 2001                |
| 4      | 88–127 (40)  | 2002                |
| 5      | 128–169 (42) | 2003                |
| 6      | 170–202 (33) | 2004                |
| 7      | 203–228 (26) | 2005                |
| 8      | 229–256 (28) | 2006                |
| 9      | 257–290 (34) | 2007                |
| 10     | 291–322 (32) | 2008                |
| 11     | 323– (?)     | ?                   |